# 桂海木属
桂海木属（学名：Guihaiothamnus）是茜草科下的一个属。

## 下属物种
本属包括以下物种：
- 桂海木 Guihaiothamnus acaulis H.S.Lo, 1998